# Johann Faust
Dr. Johann Georg Faust (Knittlingen, Helmstadt of Roda, circa 1480 - in of bij Staufen im Breisgau, circa 1540) was een magiër en medicus. Hij had ook astrologie, scheikunde en filosofie gestudeerd.

## Historische figuur
Faustus is een Latijnse geleerdennaam die veel voorkwam tijdens de renaissance. Faustus betekent "de gelukkige". De drager van de naam wilde zichzelf presenteren als gelukkig en fortuinlijk en humanistisch opgeleid. In Knittlingen is Faust echter ook gedocumenteerd als een familienaam van 1546-1566 in de Maulbronn monsterrollen. Slechts negen contemporaine bronnen zijn bekend over de historische Faust, waarvan de meeste "Georg" als zijn voornaam geven. Deze bevatten voor het grootste deel ook weinig informatie en zijn subjectief gekleurd door de respectievelijke auteurs. De geboorteplaats van Faust wordt betwist. Naast Knittlingen in Baden-Württemberg wordt ook Helmstadt bij Heidelberg genoemd. Roda in Thüringen speelt alleen een rol als geboorteplaats in de Faustlegende.
De historische Johannes Faust reisde vermoedelijk rond als arts, astroloog en magiër. Zijn toverkunsten en horoscopen waren vaak aanleiding om hem uit de stad te verjagen. Aangezien er verhalen uit heel het huidige Duitsland rondgaan, gaat men ervan uit dat Dr. Faust veel reisde. De geruchten en legendes over hem begonnen al tijdens zijn leven. Het gerucht ging dat hij zich bezighield met de zwarte magie.
Faust overleed rond 1540-41, vermoedelijk in een mislukt alchemistisch experiment.

## Legende
Gelijk met zijn dood, vermoedelijk rond 1540, ontstond het gerucht dat hij een pact met de duivel had gesloten. Dit groeide uit tot een uitgebreide legende, die vooral door het werk Faust van Johann Wolfgang von Goethe zeer bekend geworden is.